# Оржё
Оржё (фр. Orgeux) — коммуна во Франции, находится в регионе Бургундия. Департамент коммуны — Кот-д’Ор. Входит в состав кантона Дижон 1-й кантон. Округ коммуны — Дижон.
Код INSEE коммуны — 21469.

## Население
Население коммуны на 2010 год составляло 472 человека.
| 1962 | 1968 | 1975 | 1982 | 1990 | 1999 | 2010 |
| ---- | ---- | ---- | ---- | ---- | ---- | ---- |
| 187  | 183  | 240  | 273  | 258  | 337  | 472  |

## Экономика
В 2010 году среди 313 человек трудоспособного возраста (15—64 лет) 225 были экономически активными, 88 — неактивными (показатель активности — 71,9 %, в 1999 году было 69,4 %). Из 225 активных жителей работали 217 человек (110 мужчин и 107 женщин), безработных было 8 (4 мужчины и 4 женщины). Среди 88 неактивных 32 человека были учениками или студентами, 45 — пенсионерами, 11 были неактивными по другим причинам.